# 二宮久辰
二宮 久辰（にのみや ひさとき）は、江戸時代初期の武士。毛利氏の家臣で長州藩士。家格は大組。曽祖父は毛利輝元の側近を務めた二宮就辰、祖父は長州藩の大組組頭を務めた門田元経、父は祖父と同じく大組組頭を務めた門田元弥。

## 生涯
正保3年（1646年）、毛利氏家臣で長州藩の大組組頭を務めた門田元弥の次男として生まれる。
承応4年（1655年）11月3日に父・元弥が死去すると、異母兄の就政がその後を継いだ。しかし、就政は寛文3年（1663年）4月2日に実子がいないまま死去したため、久辰が就政の養子となって家督を相続した。
以後、久辰は毛利綱広、吉就、吉広、吉元の四代に仕え、享保4年（1719年）11月3日に死去。享年74。久辰にも男子がいなかったため、桂広利の次男である辰相が婿養子となって家督を相続した。
なお、時期は不明であるが、祖父・門田元経以来名乗っていた「門田」の名字を、久辰の代に「二宮」へと復している。